# Jacques-René Tenon

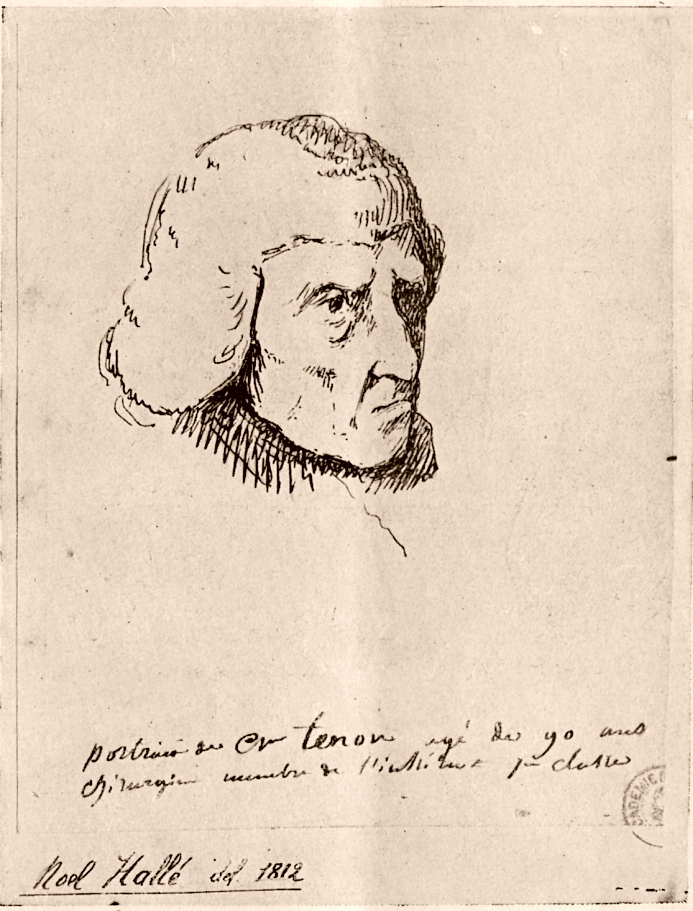
Jacques Tenon mit 90 Jahren

Jacques-René Tenon (* 21. Februar 1724 bei Joigny; † 16. Januar 1816 in Paris) war ein französischer Chirurg, Anatom und Pathologe.

## Leben
Tenon wurde 1724 als ältestes von elf Kindern in eine Chirurgenfamilie geboren. Ab 1741 studierte er bei dem Anatom Jacob Winslow in Paris Humanmedizin. 1748 nahm er während des Österreichischen Erbfolgekrieges am Flandernfeldzug der französischen Truppen teil und konnte sein Wissen dort erheblich ausbauen. Zurück in Paris wurde er Allgemeinchirurg am Hôpital de la Salpêtrière. 1759 wurde er Mitglied der Académie des sciences. Später berief ihn Germain Pichault de La Martinière auf den Lehrstuhl für Pathologie am Collège de Chirurgie. Tenon baute ein kleines Krankenhaus und konnte dort auch zu neuen Therapien forschen. 1788 veröffentlichte Tenon seine Schrift Mémoire sur les hôpitaux de Paris, die eine Reform der Unterbringung Kranker in den Pariser Krankenhäusern anmahnte.
1791 wurde er nach der Französischen Revolution in die gesetzgebende Versammlung gewählt und wurde Vorsitzender des Ausschusses für öffentliche Sicherheit. Im selben Jahr führte er auch den Vorsitz in einer Kommission für die Pariser Krankenhäuser. Trotz seines Engagements wurde er nicht wiedergewählt, da er die Auswüchse der Revolution missbilligte. 1792 setzte er sich zur Ruhe. 1806 beschrieb Tenon erstmals die Tenonsche Kapsel des Auges. Er starb 1816. Er wurde auf dem Friedhof Père-Lachaise beigesetzt.

## Ehrungen
- Mitglied der Ehrenlegion
- Ein Krankenhaus im 20. Pariser Arrondissement trägt den Namen Hôpital Tenon.

## Werke (Auswahl)
- De cataracta. These Paris 1757. (Digitalisat)
- Observations sur les obstacles qui s’opposent aux progrès de l’anatomie. Pierres, Paris 1785 (Digitalisat)
- Mémoire sur les hôpitaux de Paris. 1788 (Digitalisat)
- Offrande aux vieillards, de quelques moyens pour prolonger leur vie. Huzard, Paris 1813 (Digitalisat)